# Осколок «Челленджера»
«Осколок „Челленджера“» (фр. Un bout de Challenger) — российско-французский фильм 1992 года режиссёра Александра Сурина по сценарию Аллы Криницыной.

## Сюжет
Зинаида, бросив при рождении ребенка, после долгих лет жизни в достатке и радости решила найти своего сына, чтобы обрести подлинного наследника своего имущества, на которое претендует её любовник. Её сын — Летев — двадцать пять лет провёл в психиатрической больнице, где его мать бросила его, потому что его отец был шизофреником. Зинаида забирает его с с собой в Одессу. Летев, полусумасшедший, смотрит на окружающий его гнусный мир робким взглядом огромной любви ко всем существам, он влюбляется в шлюху Лену, младшую сестру любовника матери, которая, как и все остальные, стремится развлечься за счет «чокнутого», но любовью Летев завоёвывает её сердце. Летев очень хочет ребёнка от Лены, но этот ребёнок станет препятствием на пути к имуществу для его матери и её любовника. Лену заставляют сделать аборт.

## В ролях
- Наталья Гундарева — Зинаида
- Реджеп Митровица — Летев
- Лор Марсак — Лена
- Владимир Зайцев — Валера
- Денис Бургазлиев — длинный
- Андрей Тихомирнов — Котя
- Олег Шубин — Вовчик
- Тамара Акулова — гинеколог
- Всеволод Ларионов — доктор
- Михаил Ерошкин — старик
- Пётр Зайченко — друг
- Геннадий Корольков — пилот
- Юрий Назаров — Николай
- Людмила Великая — жена Николая
- Юрий Нифонтов — эпизод
- Алла Будницкая — эпизод
- Александр Числов — эпизод
- Людмила Полякова — эпизод
- Зоя Толбузина — эпизод
- Елена Галибина — эпизод

## Критика
Полная тишина в российской прессе, участие вне конкурса в фестивале в Монреале. Для российских журналистов контакт с этой картиной был психологически и лингвистически затруднён тем, что она озвучена по-французски!— журнал «Искусство кино», 1994

Попытка каким-то образом связать гибель американского Космического корабля «Челленджер» с историей, случившейся в Одессе в наши дни с больным-шизофреником, прямо скажем, не удалась. Несмотря на привлечение к постановке фильма французских кинематографистов. Приходится говорить о несовместимости сценария А. Криницкой, её планетарного замысла с убогой современной действительностью, воспроизведенной средствами кино режиссёром А. Суриным. Даже опытная Наталья Гундарева не находит места в фильме. Все в нем сшито из разного материала. Отсюда и неудача.— журнал «Вестник», 1995